# Dysschema funeralis
Dysschema funeralis är en fjärilsart som beskrevs av Herrich-Schäffer 1856. Dysschema funeralis ingår i släktet Dysschema och familjen björnspinnare. Inga underarter finns listade i Catalogue of Life.